# Братья Гусаковы
Бра́тья Гусако́вы — советский танцевальный (степ) дуэт, состоящий из двух родных братьев — Юрия и Бориса Гусаковых, популярный в 1950-е и в начале 1960-х годов. Всесоюзную известность им принесла роль танцующих мексиканцев в новогодней кинокомедии «Карнавальная ночь» (1956). В конце 1960-х — начале 1970-х вместо Бориса Гусакова выступал Михаил Кушнер.
******************************
Братья Гусаковы родились в Иваново-Вознесенске. Борис Александрович 20 июля 1920 года, Юрий Александрович 25 октября 1922 года.
Гусаковы начали заниматься танцем в студии при Ивановском театре оперетты (1937- 1939). Борис выступал в цирке как акробат. Научились степу у польского эмигранта, некогда работавшего в Голливуде. Под впечатлением его рассказов о братьях Николас, Гусаковы сделали номер, где степ сочетался с акробатикой.
В годы войны во фронтовом ансамбле среди других номеров братья исполняли «Танец фрицев», поставленный на тему из Седьмой симфонии Шостаковича, где приёмами чечётки изображали замерзающих фрицев. Танцевали настолько технично и выразительно, что в 1944 году были приглашены в Ленинградский джаз под руководством Скоморовского.
В 1945 году Гусаковы перешли в Эстрадный ансамбль Центрального Дома железнодорожников, возглавляемый Дмитрием Покрассом.
С 1949 года Гусаковы в оркестре Леонида Утёсова. С конца 50-х годов они много гастролируют по стране. 
Огромное количество концертов обострило тяжёлое сердечное заболевание Бориса, он скончался на сцене 13 августа 1966 года.
С 1967 года Юрий работал с новым партнером — М.Ю.Кушнером, который в 1974 эмигрировал в США. Гусаков перешёл на педагогическую деятельность, воспитал во ВТМЭИ множество учеников.
Умер Юрий Александрович 25 ноября 1990 года.

## Фильмография
- 1956 — Карнавальная ночь — чечёточники-мексиканцы
- 1957 — Девушка с гитарой — танцоры
- 1958 — Матрос с «Кометы» — танцоры
- 1969 — Новогоднее похищение — чечёточники (Юрий Гусаков и Михаил Кушнер)
- 1987 — Прогулка в ритмах степа (Юрий Гусаков)